# 鳳山高原鰍
鳳山高原鰍（學名：Triplophysa fengshanensis）為輻鰭魚綱鯉形目條鰍科高原鰍屬的其中一種。分布於亞洲中國廣西壯族自治區鳳山縣林峒鄉洞穴中，本魚體延長且側扁，口下位，上下唇具皺摺，觸鬚3對，無眼，體色為白色，魚鰭透明，尾鰭叉形，無被鱗片，體側具側線孔，體長可達7.8公分，棲息在洞穴底層水域，生活習性不明。
其种加词“fengshanensis”意为“广西凤山县的”。